# Superclássico das Américas de 2012
O Superclássico das Américas de 2012 (antes conhecido como Copa Roca) é um torneio de futebol amistoso disputado entre a Seleção Brasileira e a Seleção Argentina, entre 19 de setembro e 21 de novembro de 2012.

## Regras
Foram realizados dois jogos. O primeiro, em solo brasileiro, aconteceu em Goiânia, em 19 de setembro. O segundo foi realizado em Resistência, na Argentina, em 3 de outubro. Ao fim das duas partidas, o vencedor pelo placar agregado será o campeão. Em caso de empate, haverá disputa por pênaltis, independentemente do número de gols marcados por uma equipe fora de casa.
Devido ao fato de os jogos não ocorrerem em datas oficiais da FIFA para jogos entre seleções, apenas jogadores que atuam nos respectivos campeonatos nacionais destes países poderão participar. Caso ocorressem em datas FIFA, os clubes do exterior seriam então obrigados a liberar seus jogadores.

## A Partida
O Brasil venceu a primeira partida por 2 a 1. Clemente Rodriguez cruzou da esquerda e Burrito Martínez dominou e chutou forte para abrir o escore. 0 a 1. Neymar cruzou e Paulinho, impedido, desviou de cabeça: 1 a 1. Leandro Desábato chegou atrasado e derrubou Leandro Damião na área. Pênalti. Neymar cobrou e garantiu o triunfo brasileiro.
No segundo jogo, a Argentina venceu o Brasil por 2 a 1. Mas o Brasil conquistou o título nos penaltis. Burrito Martínez sofreu penalti de Jean. Ignacio Scocco bateu e abriu o escore. Jean bateu e Fred desviou. 1 a 1. Walter Montillo cruzou e Ignacio Scocco fez o segundo. 

## Sedes
A Confederação Brasileira de Futebol (CBF) confirmou a cidade de Goiânia como palco da primeira partida realizada em 19 de setembro, no Estádio Serra Dourada. Enquanto isso, a Associação Argentina de Futebol (AFA) escalou a cidade de Resistência para sediar o jogo de volta no Estádio Centenário, no dia 3 de outubro, mas após a falta de luz do estádio quando iria se iniciar a partida, o jogo foi adiado. A CONMEBOL definiu finalmente que o jogo será disputado em 21 de novembro de 2012, no estádio da La Bombonera, em Buenos Aires.
| Goiânia               | Buenos Aires         |
| --------------------- | -------------------- |
| Estádio Serra Dourada | Estádio La Bombonera |
| Capacidade: 41.574    | Capacidade: 50.000   |
|                       |                      |

## Detalhes

### Jogo de ida
| 19 de setembro | Brasil                             | 2 – 1                         | Argentina    | Estádio Serra Dourada, Goiânia               |
| 22:00 (UTC-3)  | Paulinho 25' · Neymar 90+3' (pen.) | Relatório (pt) Relatório (es) | Martínez 19' | Público: 37 871 Árbitro: PAR Carlos Amarilla |

| Brasil | Argentina |

| G              | 1  | Jefferson      |  |     |
| LD             | 2  | Lucas Marques  |  |     |
| Z              | 3  | Dedé           |  |     |
| Z              | 4  | Réver          |  |     |
| LE             | 6  | Fábio Santos   |  |     |
| V              | 5  | Ralf           |  |     |
| V              | 8  | Paulinho       |  | 80' |
| M              | 7  | Lucas          |  | 75' |
| M              | 10 | Jádson         |  | 62' |
| A              | 11 | Neymar         |  | 87' |
| A              | 9  | Luís Fabiano   |  | 68' |
| Substituições: |    |                |  |     |
| M              | 20 | Thiago Neves   |  | 62' |
| A              | 19 | Leandro Damião |  | 68' |
| M              | 18 | Wellington Nem |  | 75' |
| Treinador:     |    |                |  |     |
| Mano Menezes   |    |                |  |     |

| G                 | 1  | Oscar Ustari         |  |       |
| Z                 | 6  | Leandro Desábato     |  | 90+1' |
| Z                 | 2  | Sebá Domínguez       |  |       |
| Z                 | 5  | Lisandro López       |  | 73'   |
| LD                | 4  | Gino Peruzzi         |  |       |
| LE                | 3  | Clemente Rodríguez   |  |       |
| V                 | 19 | Guiñazú              |  |       |
| V                 | 22 | Rodrigo Braña        |  |       |
| M                 | 11 | Maxi Rodríguez       |  |       |
| A                 | 7  | Juan Manuel Martínez |  | 86'   |
| A                 | 9  | Hernán Barcos        |  | 75'   |
| Substituições:    |    |                      |  |       |
| Z                 | 13 | Santiago Vergini     |  | 73'   |
| A                 | 20 | Funes                |  | 75'   |
| V                 | 15 | Leandro Somoza       |  | 86'   |
| Treinador:        |    |                      |  |       |
| Alejandro Sabella |    |                      |  |       |

### Jogo de volta
| 21 de novembro | Argentina              | 2 – 1                         | Brasil   | Estádio La Bombonera, Buenos Aires |
| 21:00 (UTC-3)  | Scocco 81' (pen.), 89' | Relatório (pt) Relatório (es) | Fred 83' | Árbitro: CHI Enrique Osses         |

|                                               |       | Penalidades                             |  |
| Martínez Montillo Sebá Domínguez Scocco Orión | 3 – 4 | Thiago Neves Jean Carlinhos Fred Neymar |  |

| Argentina | Brasil |

| G                 | 1  | Agustín Orión        |  |     |
| Z                 | 6  | Sebá Domínguez       |  |     |
| Z                 | 2  | Leandro Desábato     |  |     |
| Z                 | 3  | Lisandro López       |  |     |
| LD                | 4  | Gino Peruzzi         |  |     |
| LE                | 14 | Leonel Vangioni      |  |     |
| V                 | 19 | Guiñazú              |  | 85' |
| V                 | 5  | Francisco Cerro      |  | 87' |
| M                 | 10 | Walter Montillo      |  |     |
| A                 | 7  | Juan Manuel Martínez |  |     |
| A                 | 9  | Hernán Barcos        |  | 67' |
| Substituições:    |    |                      |  |     |
| V                 | 18 | Oscar Ahumada        |  | 87' |
| A                 | 21 | Ignacio Scocco       |  | 67' |
| Treinador:        |    |                      |  |     |
| Alejandro Sabella |    |                      |  |     |

| G              | 1  | Diego Cavalieri |  |     |
| LD             | 2  | Lucas Marques   |  | 73' |
| Z              | 3  | Réver           |  | 14' |
| Z              | 4  | Durval          |  |     |
| LE             | 6  | Fábio Santos    |  | 62' |
| V              | 5  | Ralf            |  |     |
| V              | 8  | Paulinho        |  |     |
| V              | 7  | Arouca          |  | 67' |
| M              | 10 | Thiago Neves    |  |     |
| A              | 11 | Neymar          |  |     |
| A              | 9  | Fred            |  | 64' |
| Substituições: |    |                 |  |     |
| LE             | 16 | Carlinhos       |  | 62' |
| V              | 15 | Jean            |  | 67' |
| M              | 18 | Bernard         |  | 73' |
| Treinador:     |    |                 |  |     |
| Mano Menezes   |    |                 |  |     |

## Premiação
| Superclássico das Américas 2012 |
| Brasil                          |
| ------------------------------- |
| BRASIL Campeão (10º título)     |